# Ад — это город (фильм)
«Ад — это город» (англ. Hell Is a City) — британский криминальный триллер 1960 года со Стэнли Бейкером в главной роли, основанный на одноимённом романе Мориса Проктера 1954 года. Автор сценария и режиссёр: Вэл Гест.

## Сюжет
Преданный делу и успешный в раскрытии дел инспектор полиции Гарри Мартино справедливо предполагает, что после отчаянного побега из тюрьмы местный преступник отправится домой в Манчестер, чтобы забрать добычу со своего последнего дела. Вскоре Мартино расследует убийство во время уличного ограбления, которое, похоже, ведёт к тому же злодею. Сосредоточившись на этом деле и используя свои местные контакты, дабы попытаться выследить банду, он при этом осознаёт, что его личная жизнь терпит крах.

## В ролях
- Стэнли Бейкер — инспектор Гарри Мартино[англ.]
- Джон Кроуфорд — Дон Старлинг
- Дональд Плезенс — Гас Хокинс
- Максин Одли — Джулия Мартино
- Билли Уайтлоу — Хлоя Хокинс
- Джозеф Томелти — мебельщик Стил
- Джордж А. Купер — Даг Сэвидж
- Ванда Годселл — Лаки

## Восприятие
Фильм был отмечен двумя номинациями на премию БАФТА: лучший сценарий (Гест) и самый многообещающий новичок (Уайтлоу).
Журнал Variety писал: «Жёсткий сценарий Вэла Геста в сочетании с его собственной искусной режиссурой привёл к созданию замечательного фильма, в котором все персонажи ярко живы, действие постоянно захватывает, а фон провинциального города придаёт ленте достоверности».
Филип Френч посчитал фильм «в основном убедительным»: «Диалоги Геста резки и несентиментальны, монтаж (под партитуру современного джаза) быстр и беззастенчив».